# Flow Miniplant
Früher wurde der Scale-up oft in einer Technikumsanlage, die man auch als Pilotanlage bezeichnet, durchgeführt. Aktuell setzt man dafür verstärkt die Miniplant-Technik ein. Für die neuen Technologien Mikroreaktionstechnik und Flow Chemie wird dieses Konzept zunehmend übernommen. Man bezeichnet dies dann als Flow Miniplant. Die Flow Miniplant wird sowohl für die Verfahrensentwicklung als auch für die Herstellung von kleinen Produktionsmengen eingesetzt.